# Eothenomys custos
Eothenomys custos és una espècie de mamífer rosegador de la família dels cricètids. És endèmic de la Xina (Sichuan i Yunnan), on viu a altituds d'entre 2.500 i 4.800 msnm. Els seus hàbitats naturals són els boscos montans, els matollars, els boscos de bambú i els prats oberts o rocosos. És una espècie en risc mínim, és a dir, no sembla que hi hagi cap amenaça significativa per a la seva supervivència. El seu nom específic, custos, significa ‘protector’ en llatí.